# The Four Horsemen of the Apocalypse (1921)
The Four Horsemen of the Apocalypse is een Amerikaanse oorlogsfilm uit 1921 onder regie van Rex Ingram. Het scenario is gebaseerd op de roman Los cuatro jinetes del Apocalipsis (1916) van de Spaanse auteur Vicente Blasco Ibáñez. Destijds werd de film in Nederland uitgebracht onder de titel De vier ruiters uit de Openbaring.

## Verhaal
De twee dochters van de Argentijnse veehouder Madariaga zijn getrouwd met een Fransman en een Duitser. Na diens overlijden emigreren ze beiden naar hun geboorteland met hun gezin. Madariaga's kleinzoon Julio wordt in Parijs verliefd op Marguerite. Bij het uitbreken van de Grote Oorlog sluit hij zich aan bij het Franse leger.

## Rolverdeling
| Acteur             | Personage                        |
| ------------------ | -------------------------------- |
| Pomeroy Cannon     | Madariaga                        |
| Josef Swickard     | Marcelo Desnoyers                |
| Bridgetta Clark    | Doña Luisa                       |
| Rudolph Valentino  | Julio Desnoyers                  |
| Virginia Warwick   | Chichí                           |
| Alan Hale          | Karl von Hartrott                |
| Mabel Van Buren    | Elena                            |
| Stuart Holmes      | Otto von Hartrott                |
| John St. Polis     | Etienne Laurier                  |
| Alice Terry        | Marguerite Laurier               |
| Mark Fenton        | Senator Lacour                   |
| Derek Ghent        | René Lacour                      |
| Nigel De Brulier   | Tchernoff                        |
| Bowditch M. Turner | Argensola                        |
| Edward Connelly    | Herbergier                       |
| Wallace Beery      | Luitenant-kolonel von Richthosen |
| Harry Northrup     | Generaal                         |
| Arthur Hoyt        | Luitenant Schnitz                |